# Карлос Б'янкі
Ка́рлос Арсе́сіо Б'я́нкі (ісп. Carlos Arcecio Bianchi; нар. 26 квітня 1949 в Буенос-Айресі) — аргентинський футболіст і тренер, один із найтитулованіших футбольних тренерів світу. Попри успішну бомбардирську кар'єру гравця, відомий передусім своїми тренерськими здобутками на чолі «Велеса» та «Бока Хуніорс». Б'янкі — єдиний тренер, що вигравав Кубок Лібертадорес чотири рази. Відомий під прізвиськом El Virrey (Віце-король).

## Титули
Гравець
- Чемпіон Аргентини (1):

«Велес Сарсфілд»: 1968
- Найкращий бомбардир Чемпіонату Аргентини (3): 1970, 1971, 1981
- Найкращий бомбардир Чемпіонату Франції (5): 1974, 1976, 1977, 1978, 1979

Тренер
- Чемпіон Аргентини (7):

«Велес Сарсфілд»: 1993 К, 1995 А, 1996 К
«Бока Хуніорс»: 1998 А, 1999 К, 2000 А, 2003 А
- Володар Кубка Лібертадорес (4):

«Велес Сарсфілд»: 1994
«Бока Хуніорс»: 2001, 2001, 2003
- Володар Міжамериканського кубка (1):

«Велес Сарсфілд»: 1994
- Володар Міжконтинентального кубка (3):

«Велес Сарсфілд»: 1994
«Бока Хуніорс»: 2000, 2003
- Футбольний тренер року в Південній Америці (5): 1994, 1998, 2000, 2001, 2003